# Niopunktslinjen

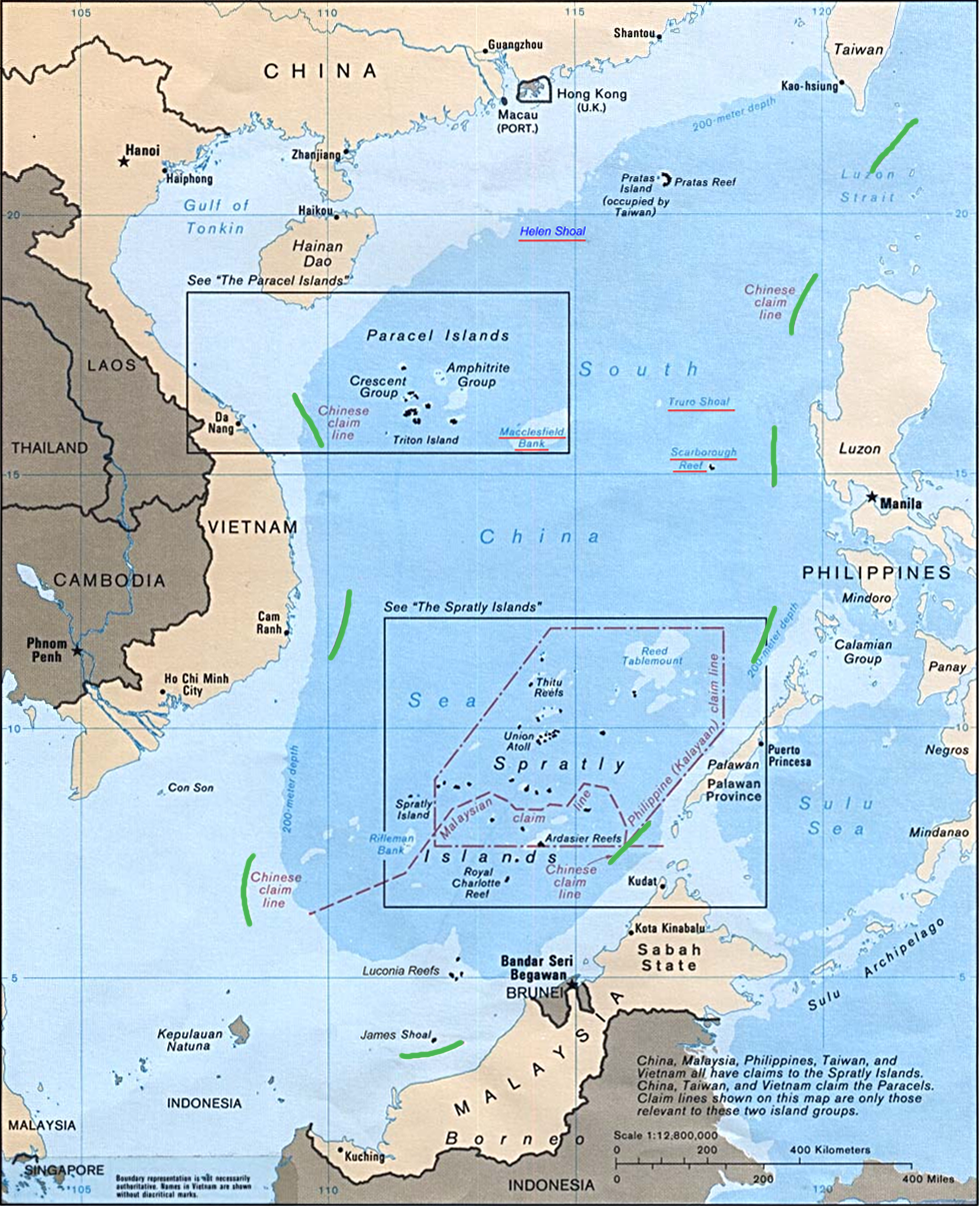
Karta om Sydkinesiska havet med den gröna niopunktslinjen.

Niopunktslinjen är en gräns på Sydkinesiska havet som avgränsar det område som Kina anser vara sitt eget. Enligt denna avgränsning hör 90 procent av Sydkinesiska havet till Kina, men den har inte någon juridisk grund utan baseras på Kinas uppfattning om dess historiska rätt. Det är inte klarlagt om Kina gör anspråk enbart på landområden eller även alla vattenområden inom linjen.
Kina har byggt militärbaser och flygfält på öde atoller samt konstgjorda öar för att stärka anspråk i havet och försöker på detta sätt utnyttja Förenta nationernas havsrättskonvention. Havsrättskonventionen anger att alla länder har rätt till en zon som sträcker sig upp till 200 nautiska mil utanför den egna kusten, och inom denna zon rätt att utnyttja naturresurser, vilket är betydelsefullt då Sydkinesiska havets område anses vara rikt på olja och naturgas. Till exempel så anser Vietnam, Filippinerna och Brunei att Kinas åtgärder strider mot havsrättskonventionen, och de har därför ökat sitt samarbete med den amerikanska Stillahavsflottan. Även Taiwan och Malaysia har egna krav på området. Australien har hävdat att anspråken från Kinas regering på Sydkinesiska havet inte har någon juridisk bakgrund, och även USA stödjer krav av andra länder från Sydostasien.
Ögrupperna Paracelöarna och Spratlyöarna ligger inom niopunktslinjen. Även om det inte gjorts några detaljerade undersökningar anses det troligt att det finns naturresurser omkring öarna. Vietnam säger att de har ägt båda ögrupperna redan från 1600-talet och har bevis för sina påståenden. Filippinerna och Malaysia vill ha delar av Spratlyöarna och Filippinerna kräver även hela Scarboroughrevet, eftersom den ligger så nära. Malaysia och Brunei vill ha territorier enligt havsrättskonventionen. Viktiga fartygsrutter genomlöper havet och där finns även betydelsefulla fiskevatten.
Animationsfilmen Förfärliga snömannen har en scen där niopunktslinjen syns på kartan. Av denna orsak har Vietnam förbjudit filmen, Filippinerna ville att man skulle bojkotta DreamWorks Animation som har producerat filmen och Malaysia gav lov att visa filmen om man tar bort kartan .